# 刘乂
刘乂（？—317年），十六国之匈奴汉国光文帝刘渊的儿子，刘渊的第二任皇后单皇后所生。
单皇后是氐族首领单征的女儿，永凤元年（308年），单征投降汉国，但单氏何时嫁给刘渊已不可考。在310年，刘乂已经有了独立的思考能力，至少十几岁，所以刘乂应该生于公元300年之前。
河瑞二年（310年）正月，单氏已被刘渊立为皇后，同时立第一任皇后呼延皇后的儿子刘和为皇太子。当年六月刘渊死后，刘和即位。他只当了几天皇帝，就被弟弟刘聪杀死。刘聪想让单皇后的儿子刘乂当皇帝，被刘乂婉拒，于是刘聪即位为帝，尊单皇后为皇太后。
单太后此时仍然年轻美丽，她和刘聪发生暧昧关系，在中国传统道德中属于乱伦。刘乂知道后，规劝母亲，之后单太后羞愧而死。刘聪封兒子刘粲为河内王，抚军大将军、都督中外诸军事，但太子之位没有给刘粲，而是封刘乂为皇太弟。
单太后去世後，呼延皇后试图为儿子刘粲夺取太子宝座。他对刘聪说：“父死子继，古今常道。陛下承高祖（刘渊）之业，太弟何为者哉！陛下百年后，粲兄弟必无种矣。”刘聪当时并没有什么反应，但猜忌的种子已经种下。嘉平二年（312年）正月，刘聪纳太保刘殷之女刘娥为右贵嫔，她姐姐刘英为左贵嫔。皇太弟刘乂认为这是同姓婚姻不应该进行，大臣刘延年、大傅刘景则上言说：“刘殷常说自己是周朝刘康公之后，既然如此，便异于陛下之汉朝刘氏”，其弟刘弘又说“曹魏司空王基可謂当世大儒，岂不知書明理乎！而为子纳司空王沈之女，正因为其虽同姓王，却源流不同。”刘聪听了大悦，赏与刘弘黄金，并再纳刘殷孙女四人，皆为贵人，位次贵妃。在麟嘉二年（317年），劉乂被劉粲和靳準陷害，劉聰废黜皇太弟刘乂為北海王，立刘粲为皇太子。不久，劉乂被殺。